# Symplocos spruceana
Symplocos spruceana är en tvåhjärtbladig växtart som först beskrevs av John Miers, och fick sitt nu gällande namn av Gürke. Symplocos spruceana ingår i släktet Symplocos och familjen Symplocaceae. Inga underarter finns listade i Catalogue of Life.